# Nowy Staw
Nowy Staw este un oraș în Polonia.